# 2,6-Dichlorphenolindophenol-Natrium
2,6-Dichlorphenol-indophenol-natrium (Natriumsalz von 2,6-Dichlorphenol-indophenol) ist ein Indophenol-Farbstoff. Nach dem deutschen Chemiker Josef Tillmans wird das Salz auch Tillmans-Reagenz oder Tillmans-Blau genannt.

## Eigenschaften
Das Natriumsalz von Dichlorphenol-indophenol ist ein dunkelgrüner Feststoff. Wässrige Lösungen des Salzes sind tiefblau. In sauren Lösungen nimmt der Farbstoff eine rote Farbe an.
Dichlorphenol-indophenol selber ist in Wasser nicht löslich und kann z. B. durch Eingeben in eine erwärmte Natriumcarbonatlösung in die lösliche Form (Natriumsalz) überführt werden.
Dichlorphenol-indophenol ist ein Oxidationsmittel und kann als Redoxindikator verwendet werden. Der Farbumschlag erfolgt durch eine Redoxreaktion: In der oxidierten Chinonimin-Form ist Dichlorphenol-indophenol blau bzw. rot, in der reduzierten Aminodiphenol-Form farblos (ein Leuko-Farbstoff). Die Überführung in die Leukoform kann man mit Reduktionsmitteln erreichen: Gibt man zu der blauen Lösung von Dichlorphenol-indophenol z. B. Natriumdithionit, so verfärbt sich die Lösung ins Gelbliche. Dieser Vorgang ist mit einem Oxidationsmittel (z. B. Wasserstoffperoxid) wieder umkehrbar. Auch beim längeren Stehen der Lösung mit der Leukoform an der Luft wird diese durch Oxidation mit dem Luftsauerstoff wieder blau. Diese reversiblen Reaktionen entsprechen dem Verfahren bei der Küpenfärberei (Textilfärbung).

## Verwendung

Z-Schema der Photosynthese mit möglichen Angriffspunkten

Eine Anwendung ist die quantitative Bestimmung von Ascorbinsäure (Vitamin C). Die Ascorbinsäure wird dabei oxidiert und im Gegenzug wird die farbige Dichlorphenol-indophenol-Lösung reduziert und damit entfärbt. Auch Cholinesterase kann so bestimmt werden. Der Verbrauch des Reagens in Redoxreaktionen kann photometrisch bestimmt werden. Dichlorphenol-indophenol kann als Hill-Reagens oder als Redox-Indikator für die Polarographie verwendet werden. In der Dünnschichtchromatographie dient es als Reagenz für organische Säuren und reduzierende Verbindungen.